# Иван Кушан
Иван Кушан (Сарајево, 30. август 1933 — Загреб, 20. новембар 2012) био је хрватски писац, сликар, преводилац и редовни члан Хрватске академије знаности и умјетности.

## Биографија
Рођен у Сарајеву 1933. у породици Јакше Кушана, власника продавнице књига и једног од најпоштованијих чланова локалне интелигенције. Породица се преселила у Загреб 1939. У својој 10. години Иван Кушан је открио свој списатељски таленат и написао први роман.
Средњу школу је завршио у Загребу где је и дипломирао на Академији ликовних уметности.
Касније је открио укус за визуелне уметности. Током 1950-их је радио на Радио Загребу. Од 1980. до 1994. је предавао на Академији драмских умјетности Универзитета у Загребу.
Иван Кушан је своју прву књигу објавио 1956. Његова специјалност су постали романи за децу, а неки од њих, попут „Лажеш, Мелита“ и „Коко у Паризу“ су постале врло популарне. У каснијим фазама своје каријере Кушан је открио склоност ка еротским бајкама. Такође је написао роман Чаруга, 1976. године, о познатом одметнику Јови Станисављевићу Чаруги, који је касније адаптиран у филм.
Писао је и сценарије, радијске и телевизијске драме и серије, есеје и критике. Преводио је с руског, енглеског и француског језика.
Од 2002. године био је редован члан ХАЗУ.
Иван Кушан се женио два пута и има једног сина из првог брака са хрватском позоришном и телевизијском глумицом Хеленом Буљан. Након ње, оженио је Надежду Кушан рођену Лукин.

## Дела
Дела за децу и омладину:
- Узбуна на Зеленом Врху
- Коко и духови (штампано у Београду)
- Коко у Паризу
- Загонетни дјечак (Београд)
- Домаћа задаћа
- Лажеш Мелита (Београд)
- Страшан каубој (Београд)
- Коко у Книну

Романи:
- Разапет између (Београд)
- Мој Потоп
- Торањ (Београд)
- Наивци
- Чаруга пријети
- Медведградски голубови

Новеле:
- Тренутак унапријед,
- Велики дан,
- Мој пријатељ Пет,
- Љуби сусједа свога

Путописи:
- 89 славних
- Кад љубав и секс оду у вјетар
- Дуги промишљени гњев
- Прерушени просјак

Антологије и извори
- Двадесет година југославенске прозе (са Чедом Прицом и Слободаном Новаком)
- Contemporary Croatian prose
- La Poesie Croate (са Славком Михалићем)

Иво Кушан преводи са енглеског, француског, руског, чешког.
Филмски сценарио:
- Тајна Николе Тесле
- Чаруга
- Злочин у школи

## Награде
Добитник је следећих признања:
- Награда града Загреба, за роман за дјецу Домаћа задаћа, 1961.
- Награда града Загреба, за роман Торањ, 1970.
- Награда „Григор Витез”, за дело Коко у Паризу, 1972.[4]
- Награда „Ивана Б. Мажуранић”, за дело Коко у Паризу, 1972.[5]
- Стеријина награда за текст савремене комедије, за драму Чаруга, 1978.
- Награда „Ивана Б. Мажуранић”, за дело Љубав или смрт, 1988.
- Одликовање Ред Данице хрватске са ликом Марка Марулића, 1996.
- Награда „Владимир Назор”, за животно дело, 1998.

Био је номинован за Награду „Ханс Кристијан Андерсен” 1974. и 1995. године.